# Чубенкуца
Чубенкуца (рум. Ciubăncuța) — село у повіті Клуж в Румунії. Входить до складу комуни Реча-Крістур.
Село розташоване на відстані 359 км на північний захід від Бухареста, 40 км на північ від Клуж-Напоки.

## Населення
За даними перепису населення 2002 року у селі проживали 146 осіб.
Національний склад населення села:
| Національність | Кількість осіб | Відсоток |
| -------------- | -------------- | -------- |
| румуни         | 118            | 80,8%    |
| цигани         | 28             | 19,2%    |

Рідною мовою назвали:
| Мова      | Кількість осіб | Відсоток |
| --------- | -------------- | -------- |
| румунська | 118            | 80,8%    |
| циганська | 28             | 19,2%    |